# Zoosporangio

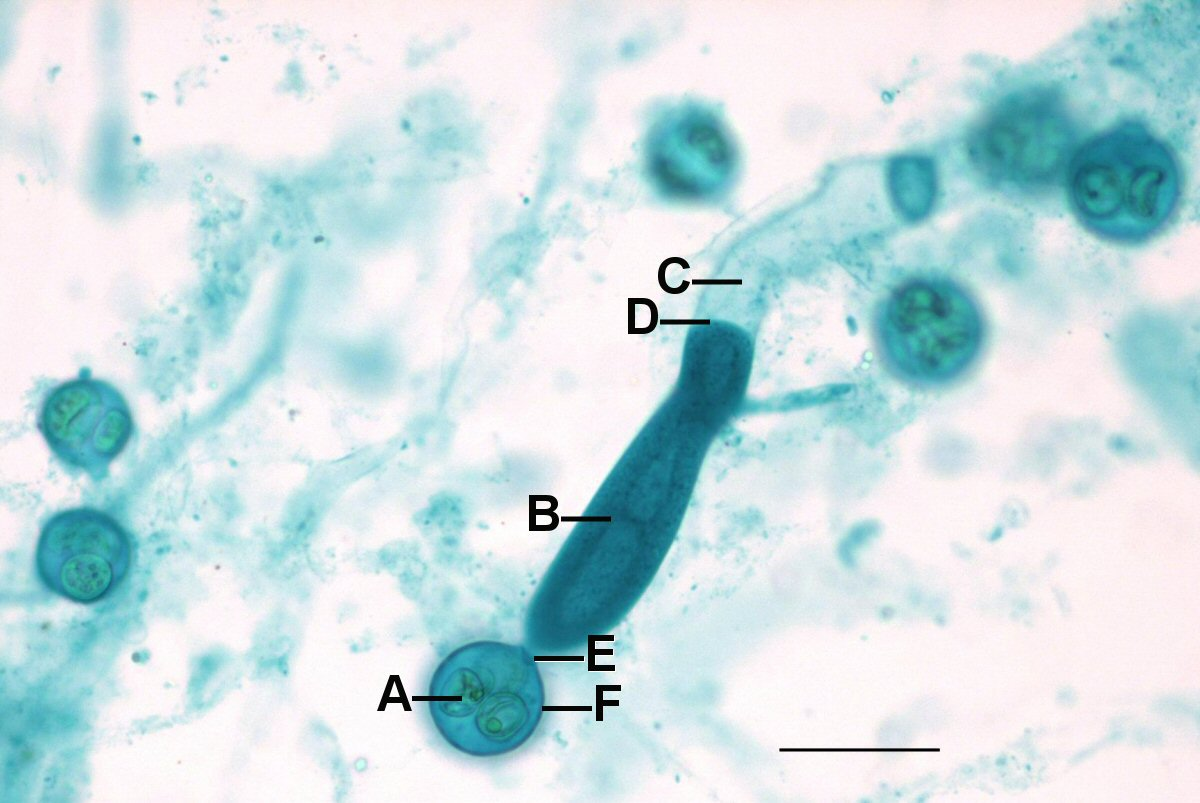
Imagen de un zoosporangio

Un zoosporangio es un órgano en forma de bolsa donde se diferencian las zoosporas en algunas plantas briófitas y helechos, en gran cantidad de hongos, y en algunos protistas, tales como cromistas y oomicotas. Se originan en la germinación de las oosporas y consisten generalmente en un saco pedunculado.
En los zoosporangios se lleva a cabo la meiosis de las células madre de las zoosporas, formando zoosporas haploides (n) que se desarrollaran produciendo una planta, el gametófito.